# ماري باركلي
ماري باركلي (بالإنجليزية: Mary Barclay)‏ هي ممثلة بريطانية (وحملت سابقاً جنسية المملكة المتحدة لبريطانيا العظمى وأيرلندا)، ولدت في 20 يوليو 1916 في المملكة المتحدة، وتوفيت في 19 فبراير 2008 في غيرنزي.

## أعمال

### أفلام
- (1973) لمسة من الرقي

## وصلات خارجية
- ماري باركلي على موقع IMDb (الإنجليزية)
- ماري باركلي على موقع قاعدة بيانات برودواي على الإنترنت (الإنجليزية)
- ماري باركلي على موقع قاعدة بيانات الفيلم (الإنجليزية)